# روي بيتر كلارك
روي بيتر كلارك (بالإنجليزية Roy Peter Clark)، هو كاتب ومحرر أمريكي مختص في مجال تعليم الكتابة، وله العديد من المؤلفات واللقاءات التلفازية والإذاعية المتعلقة بالكتابة. ولد كلارك في مدينة نيويورك الأمريكية عام 1948، وحصل على الشهادة الجامعية في اللغة الإنجليزية عام 1970 ومن ثمَّ على شهادة الدكتوراه في الأدب الإنجليزي من جامعة ستوني بروك الأمريكية.